# 鲲云科技
鲲云科技是一家人工智能芯片公司。该公司为边缘和后端服务器设备提供计算加速方案，由英国皇家工程院陆永青院士、牛昕宇博士和蔡权雄博士等联合创立。
鲲云科技发明了定制数据流（CAISA）架构和端到端编译工具链 RainBuilder，并推出基于CAISA架构的一系列人工智能加速卡。旗下产品“星空”、“雨人”加速卡已在电力、教育、工业检测、智慧城市等领域应用。

## 历史
2016年创建于中国上海，2017年总部迁入中国深圳，并在山东、伦敦设立研发中心。
2018年成立人工智能创新应用研究院。
2019年鲲云科技与英特尔全球旗舰FPGA合作，表示在技术培训、营销推广以及应用部署等方面进行合作；与浪潮、戴尔签约，表示在AI计算加速方面开展深入合作。
2019年末鲲云科技与山东产业技术研究院签署合作协议，共建山东产研鲲云人工智能研究院。